# Diocesi italiane suddivise per province ecclesiastiche
L'elenco riporta le diocesi della Chiesa cattolica in Italia, suddivise nelle regioni ecclesiastiche delle diverse regioni italiane.

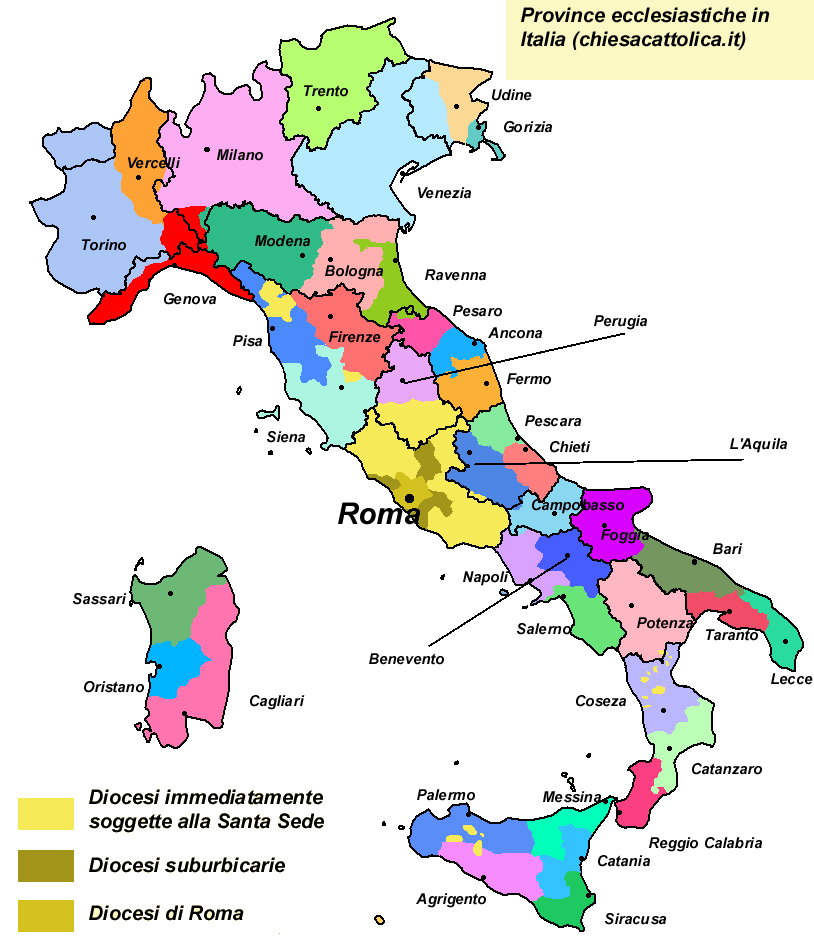
Province ecclesiastiche in territorio italiano

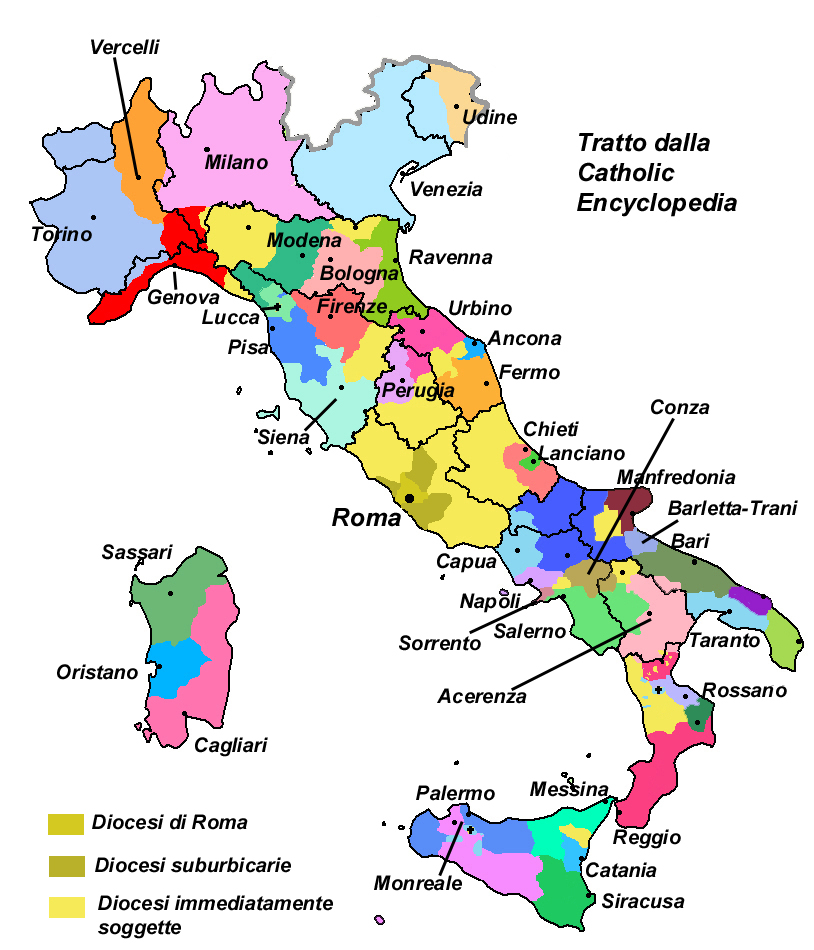
Le province ecclesiastiche italiane nel 1915

## Regione ecclesiastica Abruzzo-Molise

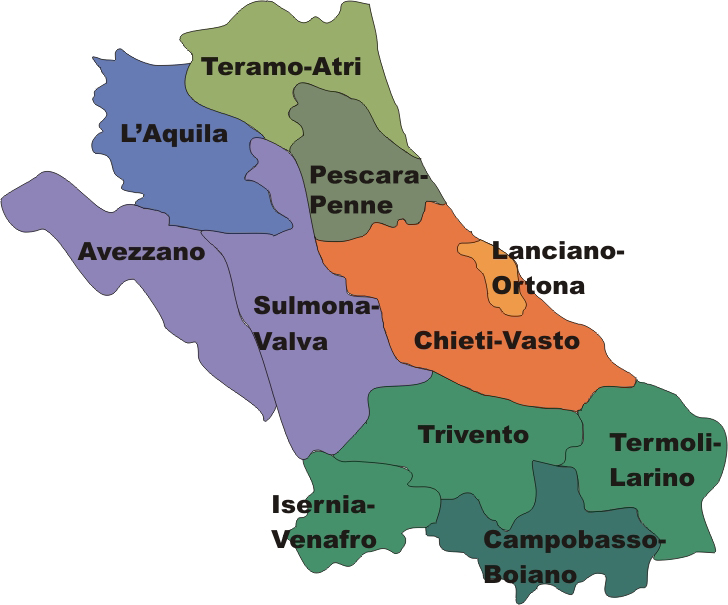
Mappa della regione ecclesiastica Abruzzo-Molise

- Arcidiocesi dell'Aquila
  - Diocesi di Avezzano
  - Diocesi di Sulmona-Valva

- Arcidiocesi di Chieti-Vasto
  - Arcidiocesi di Lanciano-Ortona

- Arcidiocesi di Pescara-Penne
  - Diocesi di Teramo-Atri

- Arcidiocesi di Campobasso-Boiano
  - Diocesi di Isernia-Venafro
  - Diocesi di Termoli-Larino
  - Diocesi di Trivento

## Regione ecclesiastica Basilicata

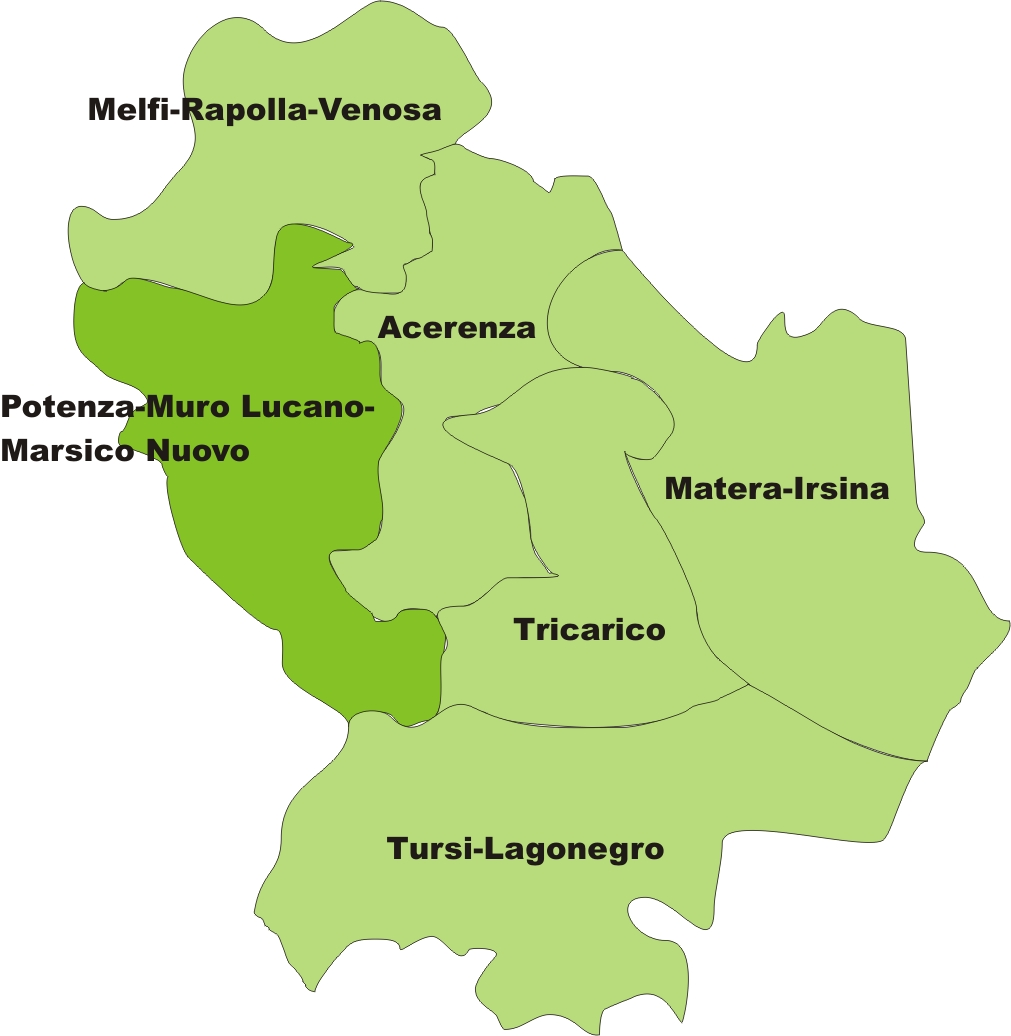
Mappa della regione ecclesiastica Basilicata

- Arcidiocesi di Potenza-Muro Lucano-Marsico Nuovo
  - Arcidiocesi di Acerenza
  - Arcidiocesi di Matera-Irsina
  - Diocesi di Melfi-Rapolla-Venosa
  - Diocesi di Tricarico
  - Diocesi di Tursi-Lagonegro

## Regione ecclesiastica Calabria
- Arcidiocesi di Catanzaro-Squillace

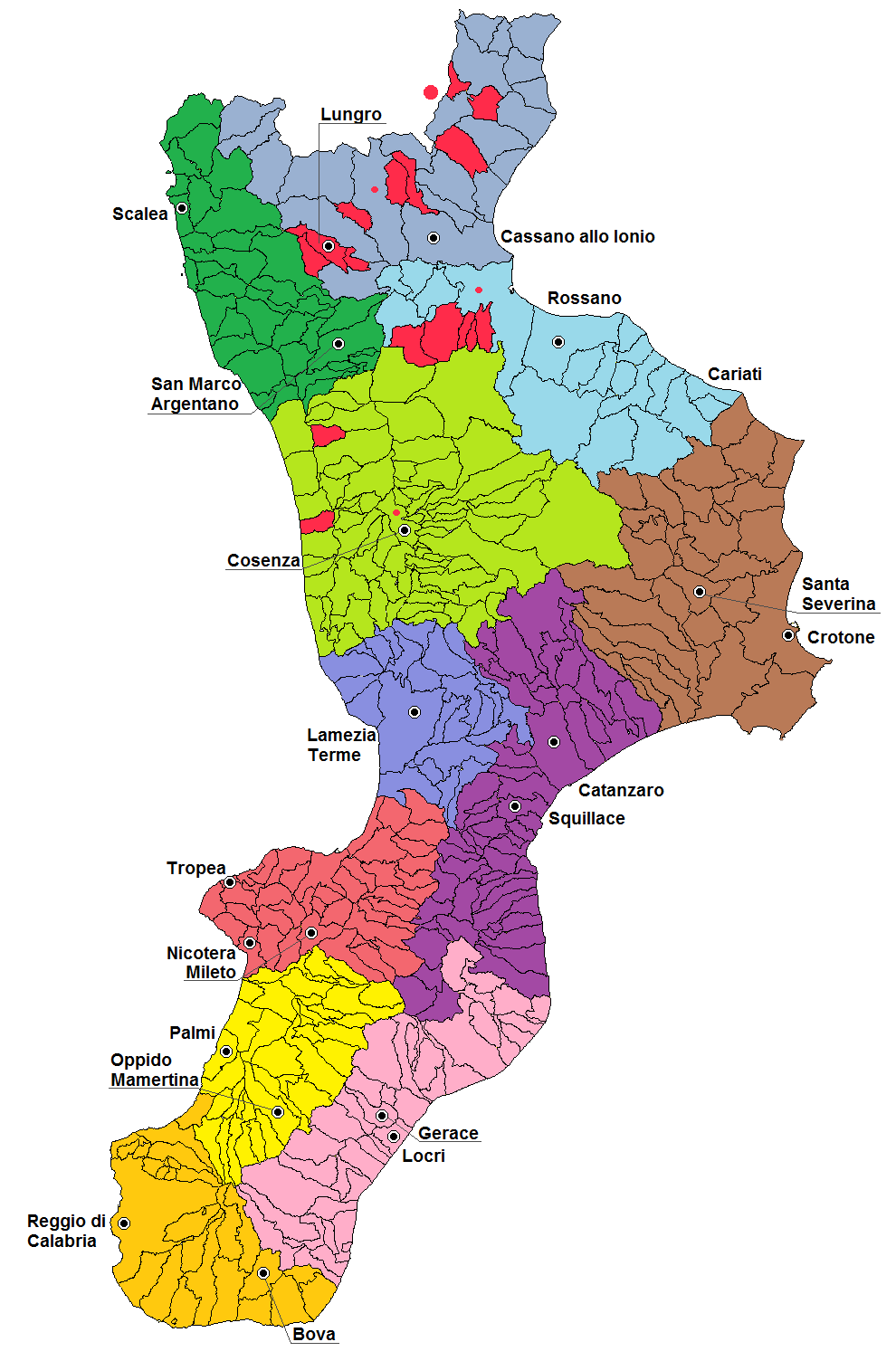
Mappa della regione ecclesiastica Calabria

  - Arcidiocesi di Crotone-Santa Severina
  - Diocesi di Lamezia Terme

- Arcidiocesi di Cosenza-Bisignano
  - Diocesi di Cassano all'Jonio
  - Arcidiocesi di Rossano-Cariati
  - Diocesi di San Marco Argentano-Scalea

- Arcidiocesi di Reggio Calabria-Bova
  - Diocesi di Locri-Gerace
  - Diocesi di Mileto-Nicotera-Tropea
  - Diocesi di Oppido Mamertina-Palmi

- Eparchia di Lungro - immediatamente soggetta alla Santa Sede

## Regione ecclesiastica Campania
- Arcidiocesi di Benevento

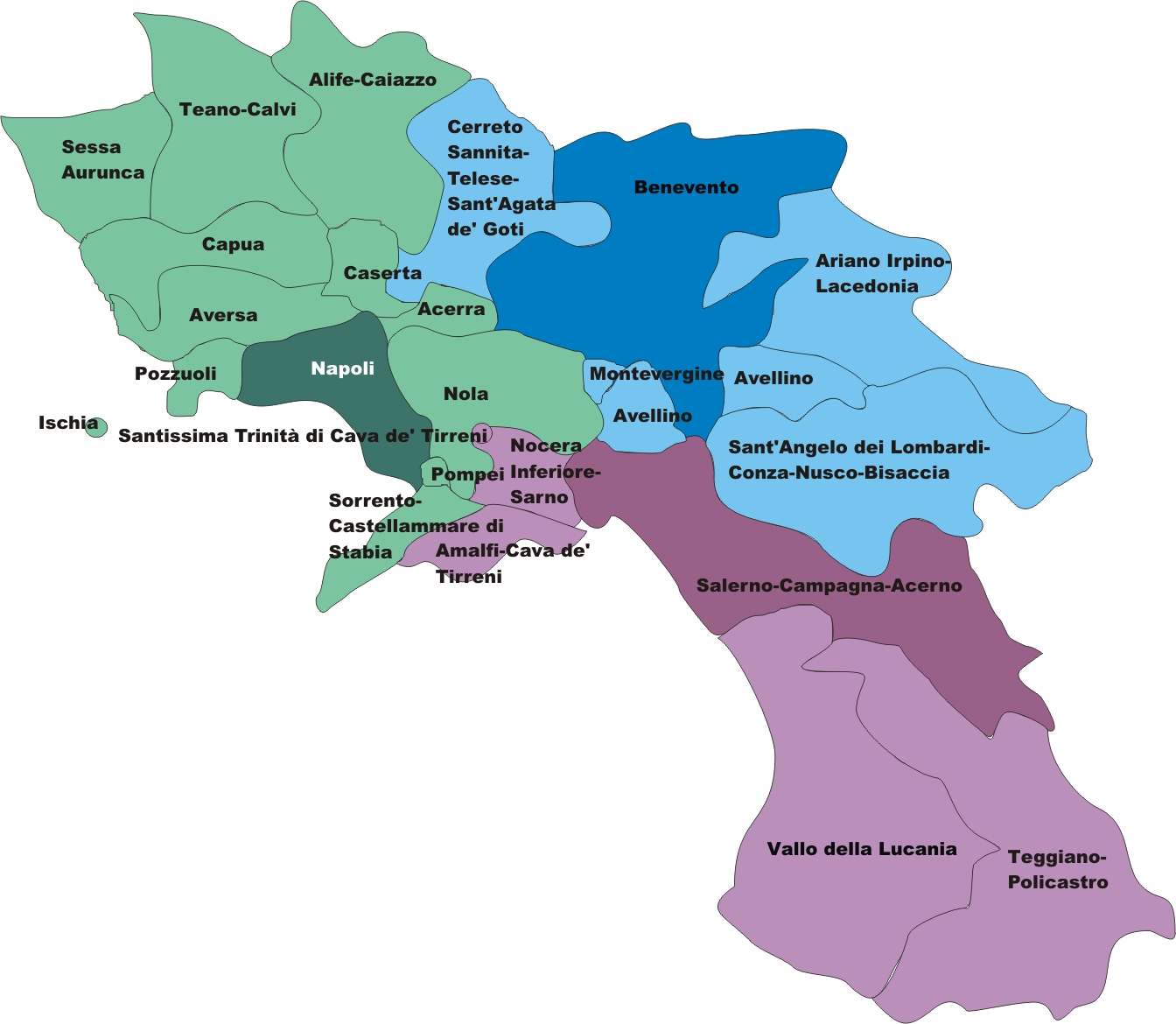
Mappa della regione ecclesiastica Campania

  - Diocesi di Ariano Irpino-Lacedonia
  - Diocesi di Avellino
  - Diocesi di Cerreto Sannita-Telese-Sant'Agata de' Goti
  - Abbazia territoriale di Montevergine
  - Arcidiocesi di Sant'Angelo dei Lombardi-Conza-Nusco-Bisaccia

- Arcidiocesi di Napoli
  - Diocesi di Acerra
  - Diocesi di Alife-Caiazzo
  - Diocesi di Aversa
  - Arcidiocesi di Capua
  - Diocesi di Caserta
  - Diocesi di Ischia
  - Diocesi di Nola
  - Prelatura territoriale di Pompei
  - Diocesi di Pozzuoli
  - Diocesi di Sessa Aurunca
  - Arcidiocesi di Sorrento-Castellammare di Stabia
  - Diocesi di Teano-Calvi

- Arcidiocesi di Salerno-Campagna-Acerno
  - Arcidiocesi di Amalfi-Cava de' Tirreni
  - Abbazia territoriale della Santissima Trinità di Cava de' Tirreni
  - Diocesi di Nocera Inferiore-Sarno
  - Diocesi di Teggiano-Policastro
  - Diocesi di Vallo della Lucania

## Regione ecclesiastica Emilia-Romagna
- Arcidiocesi di Bologna
  - Diocesi di Faenza-Modigliana
  - Arcidiocesi di Ferrara-Comacchio
  - Diocesi di Imola

- Arcidiocesi di Modena-Nonantola
  - Diocesi di Carpi
  - Diocesi di Fidenza
  - Diocesi di Parma
  - Diocesi di Piacenza-Bobbio

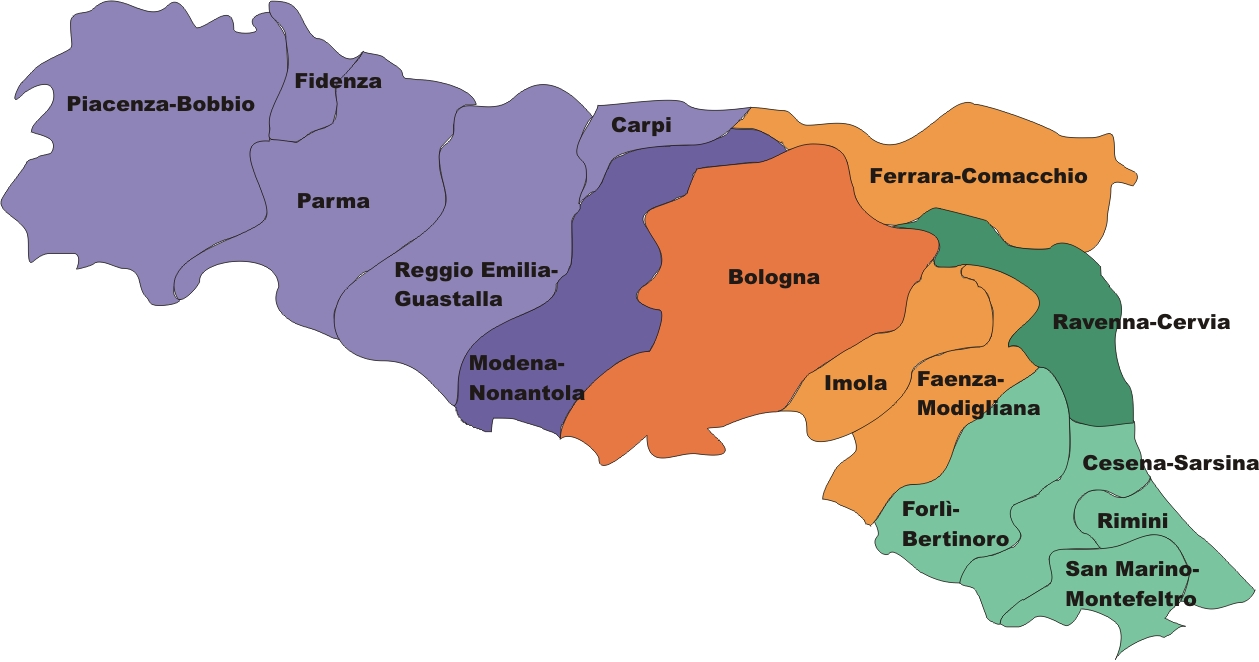
Mappa della Regione ecclesiastica Emilia-Romagna.

  - Diocesi di Reggio Emilia-Guastalla

- Arcidiocesi di Ravenna-Cervia
  - Diocesi di Cesena-Sarsina
  - Diocesi di Forlì-Bertinoro
  - Diocesi di Rimini
  - Diocesi di San Marino-Montefeltro

## Regione ecclesiastica Lazio
- Diocesi di Roma

Sedi suburbicarie
- Sede suburbicaria di Albano
- Sede suburbicaria di Frascati
- Sede suburbicaria di Ostia
- Sede suburbicaria di Palestrina

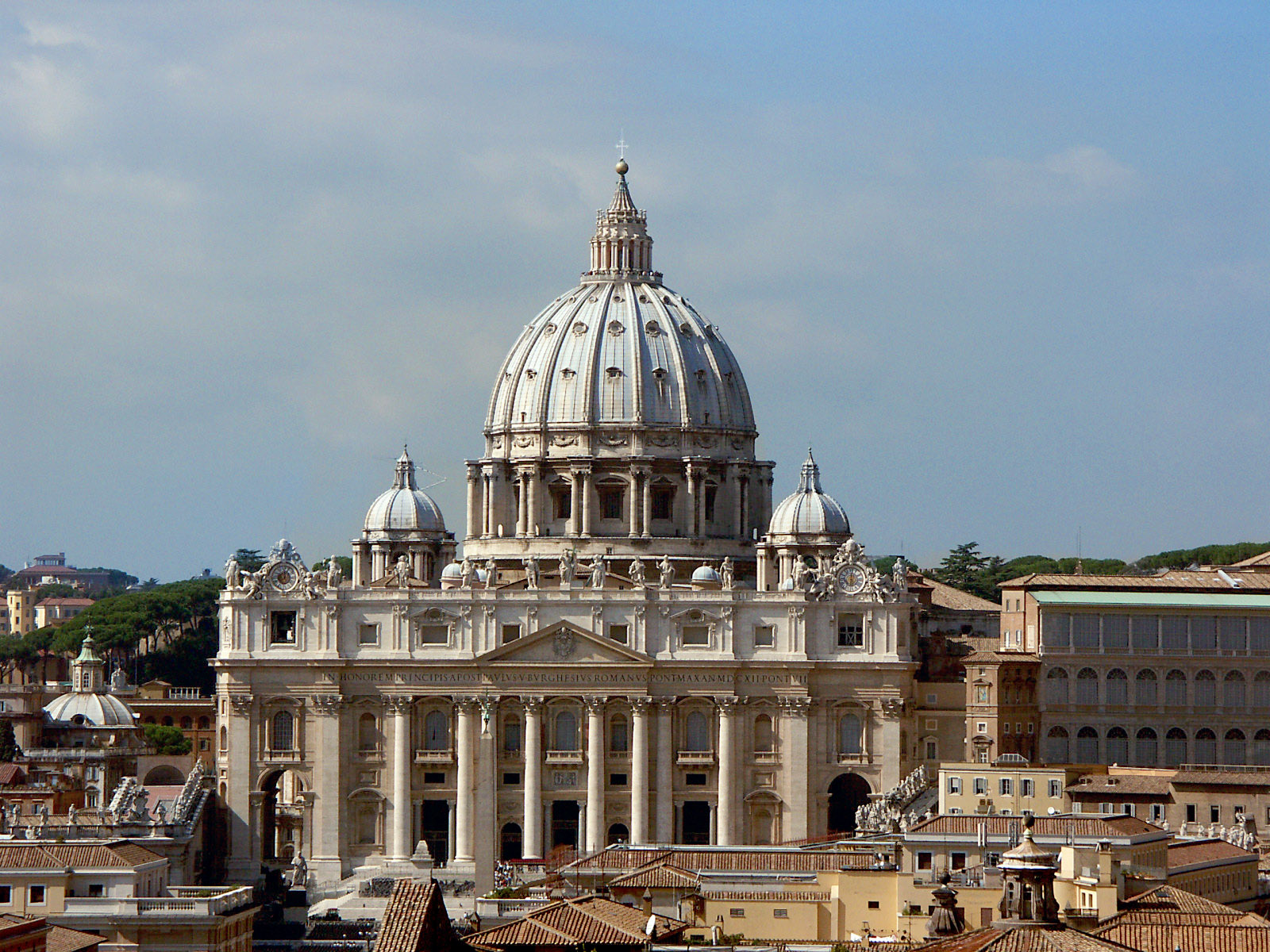
La basilica di San Pietro.

- Sede suburbicaria di Porto-Santa Rufina
- Sede suburbicaria di Sabina-Poggio Mirteto
- Sede suburbicaria di Velletri-Segni

Diocesi immediatamente soggette alla Santa Sede
- Diocesi di Anagni-Alatri
- Diocesi di Civita Castellana
- Diocesi di Civitavecchia-Tarquinia
- Diocesi di Frosinone-Veroli-Ferentino
- Arcidiocesi di Gaeta
- Abbazia territoriale di Santa Maria di Grottaferrata
- Diocesi di Latina-Terracina-Sezze-Priverno
- Abbazia territoriale di Montecassino
- Diocesi di Rieti
- Diocesi di Sora-Cassino-Aquino-Pontecorvo
- Abbazia territoriale di Subiaco
- Diocesi di Tivoli
- Diocesi di Viterbo

## Regione ecclesiastica Liguria
- Arcidiocesi di Genova
  - Diocesi di Albenga-Imperia
  - Diocesi di Chiavari

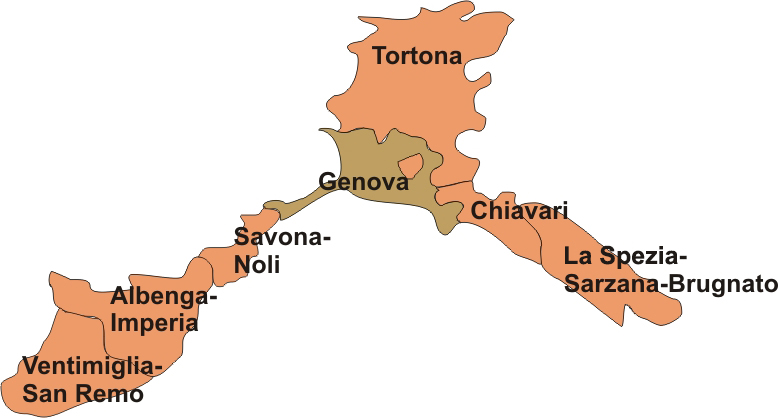
Mappa della regione ecclesiastica Liguria

  - Diocesi della Spezia-Sarzana-Brugnato
  - Diocesi di Savona-Noli
  - Diocesi di Tortona
  - Diocesi di Ventimiglia-San Remo

## Regione ecclesiastica Lombardia

Mappa della regione ecclesiastica della Lombardia.

- Arcidiocesi di Milano
  - Diocesi di Bergamo
  - Diocesi di Brescia
  - Diocesi di Como
  - Diocesi di Crema
  - Diocesi di Cremona
  - Diocesi di Lodi
  - Diocesi di Mantova
  - Diocesi di Pavia
  - Diocesi di Vigevano

## Regione ecclesiastica Marche
- Arcidiocesi di Ancona-Osimo
  - Diocesi di Fabriano-Matelica
  - Diocesi di Jesi
  - Prelatura territoriale di Loreto
  - Diocesi di Senigallia

- Arcidiocesi di Fermo
  - Diocesi di Ascoli Piceno

Mappa della regione ecclesiastica Marche

  - Arcidiocesi di Camerino-San Severino Marche
  - Diocesi di Macerata
  - Diocesi di San Benedetto del Tronto-Ripatransone-Montalto

- Arcidiocesi di Pesaro
  - Diocesi di Fano-Fossombrone-Cagli-Pergola
  - Arcidiocesi di Urbino-Urbania-Sant'Angelo in Vado

## Regione ecclesiastica Piemonte

Mappa della regione ecclesiastica Piemonte

- Arcidiocesi di Torino
  - Diocesi di Acqui
  - Diocesi di Alba
  - Diocesi di Aosta
  - Diocesi di Asti
  - Diocesi di Cuneo-Fossano
  - Diocesi di Ivrea
  - Diocesi di Mondovì
  - Diocesi di Pinerolo
  - Diocesi di Saluzzo
  - Diocesi di Susa

- Arcidiocesi di Vercelli
  - Diocesi di Alessandria
  - Diocesi di Biella
  - Diocesi di Casale Monferrato
  - Diocesi di Novara

## Regione ecclesiastica Puglia
- Arcidiocesi di Bari-Bitonto

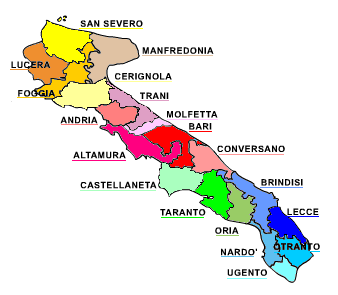
Mappa della regione ecclesiastica Puglia

  - Diocesi di Altamura-Gravina-Acquaviva delle Fonti
  - Diocesi di Andria
  - Diocesi di Conversano-Monopoli
  - Diocesi di Molfetta-Ruvo-Giovinazzo-Terlizzi
  - Arcidiocesi di Trani-Barletta-Bisceglie

- Arcidiocesi di Foggia-Bovino
  - Diocesi di Cerignola-Ascoli Satriano
  - Diocesi di Lucera-Troia
  - Arcidiocesi di Manfredonia-Vieste-San Giovanni Rotondo
  - Diocesi di San Severo

- Arcidiocesi di Lecce
  - Arcidiocesi di Brindisi-Ostuni
  - Diocesi di Nardò-Gallipoli
  - Arcidiocesi di Otranto
  - Diocesi di Ugento-Santa Maria di Leuca

- Arcidiocesi di Taranto
  - Diocesi di Castellaneta
  - Diocesi di Oria

## Regione ecclesiastica Sardegna

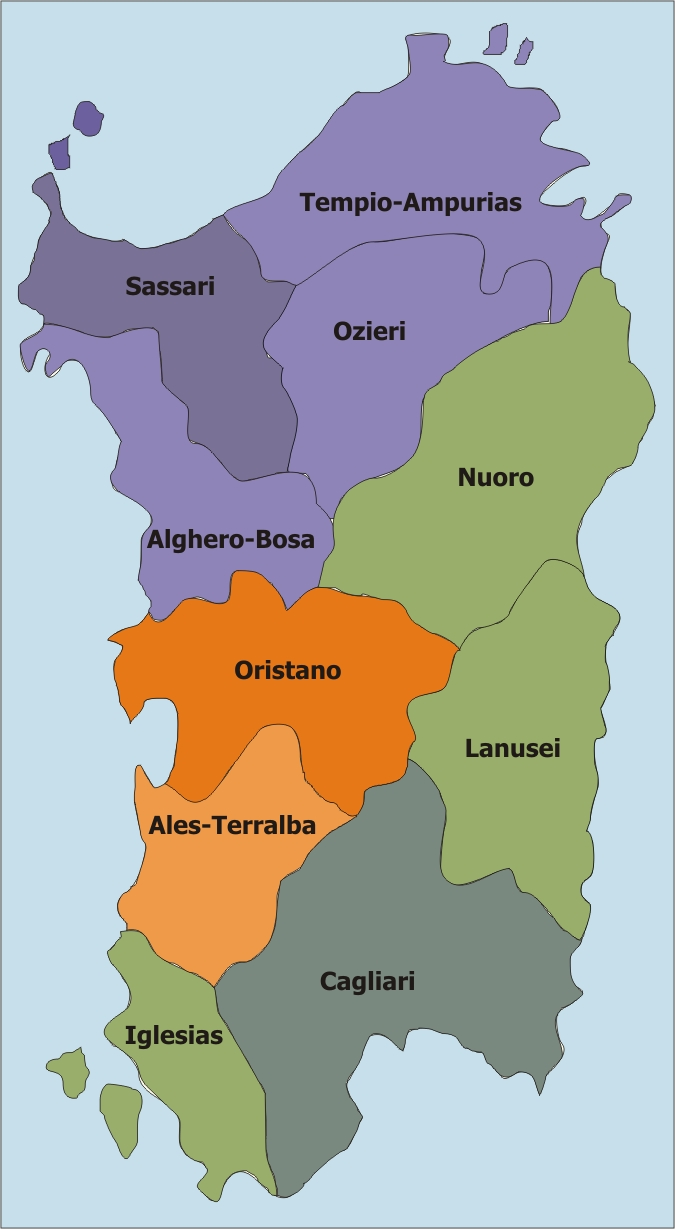
Mappa della regione ecclesiastica Sardegna

- Arcidiocesi di Cagliari
  - Diocesi di Iglesias
  - Diocesi di Lanusei
  - Diocesi di Nuoro

- Arcidiocesi di Oristano
  - Diocesi di Ales-Terralba

- Arcidiocesi di Sassari
  - Diocesi di Alghero-Bosa
  - Diocesi di Ozieri
  - Diocesi di Tempio-Ampurias

## Regione ecclesiastica Sicilia
- Arcidiocesi di Agrigento
  - Diocesi di Caltanissetta
  - Diocesi di Piazza Armerina

- Arcidiocesi di Catania
  - Diocesi di Acireale
  - Diocesi di Caltagirone

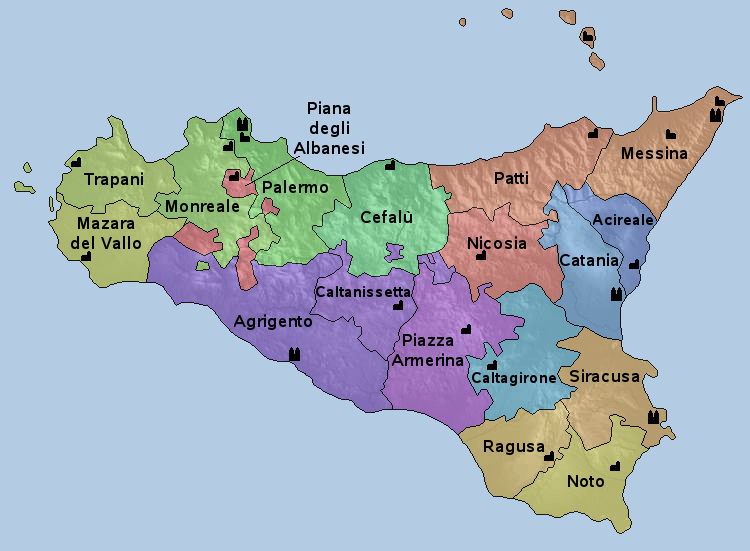
Mappa della Regione ecclesiastica Sicilia.

- Arcidiocesi di Messina-Lipari-Santa Lucia del Mela
  - Diocesi di Nicosia
  - Diocesi di Patti

- Arcidiocesi di Palermo
  - Diocesi di Cefalù
  - Diocesi di Mazara del Vallo
  - Arcidiocesi di Monreale
  - Diocesi di Trapani

- Arcidiocesi di Siracusa
  - Diocesi di Noto
  - Diocesi di Ragusa

- Eparchia di Piana degli Albanesi - immediatamente soggetta alla Santa Sede

## Regione ecclesiastica Toscana
- Arcidiocesi di Firenze

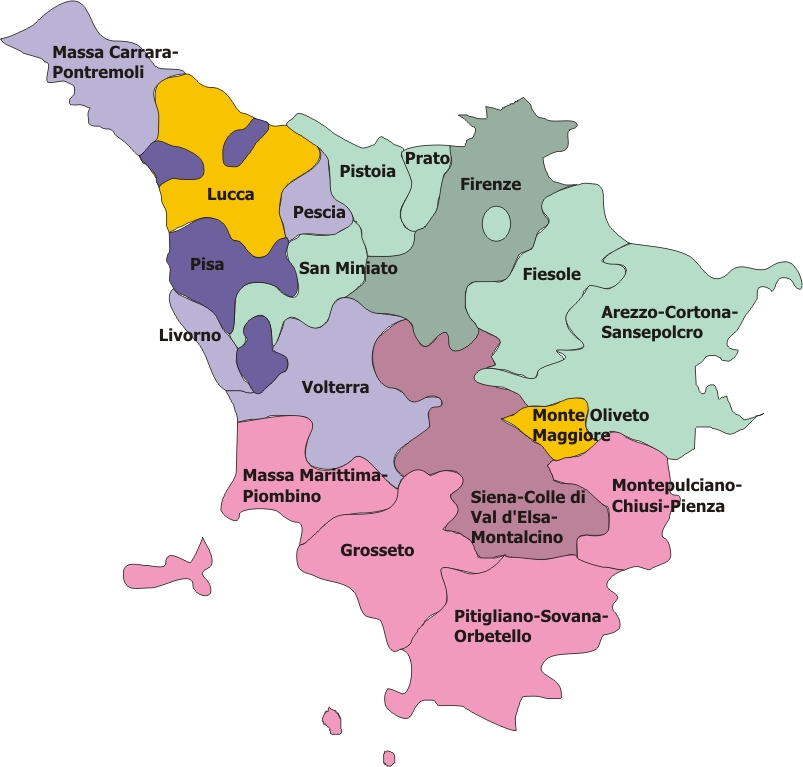
Mappa della regione ecclesiastica Toscana

  - Diocesi di Arezzo-Cortona-Sansepolcro
  - Diocesi di Fiesole
  - Diocesi di Pistoia
  - Diocesi di Prato
  - Diocesi di San Miniato

- Arcidiocesi di Pisa
  - Diocesi di Livorno
  - Diocesi di Massa Carrara-Pontremoli
  - Diocesi di Pescia
  - Diocesi di Volterra

- Arcidiocesi di Siena-Colle di Val d'Elsa-Montalcino
  - Diocesi di Grosseto
  - Diocesi di Massa Marittima-Piombino
  - Diocesi di Montepulciano-Chiusi-Pienza
  - Diocesi di Pitigliano-Sovana-Orbetello

- Arcidiocesi di Lucca - immediatamente soggetta alla Santa Sede

- Abbazia territoriale di Monte Oliveto Maggiore - immediatamente soggetta alla Santa Sede

## Regione ecclesiastica Triveneto
- Patriarcato di Venezia
  - Diocesi di Adria-Rovigo
  - Diocesi di Belluno-Feltre
  - Diocesi di Chioggia
  - Diocesi di Concordia-Pordenone
  - Diocesi di Padova
  - Diocesi di Treviso
  - Diocesi di Verona
  - Diocesi di Vicenza
  - Diocesi di Vittorio Veneto

- Arcidiocesi di Gorizia
  - Diocesi di Trieste

- Arcidiocesi di Trento
  - Diocesi di Bolzano-Bressanone

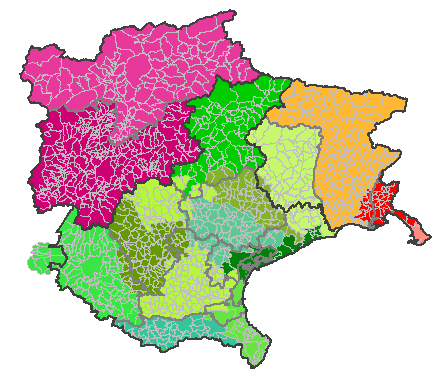
Mappa della regione ecclesiastica del Triveneto

- Arcidiocesi di Udine - metropolitana senza suffraganee

## Regione ecclesiastica Umbria

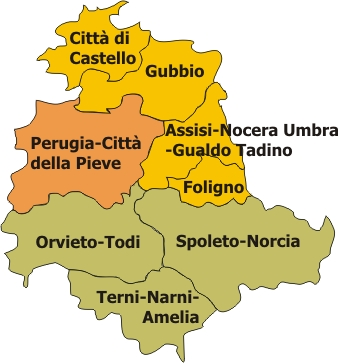
Mappa della regione ecclesiastica Umbria

- Arcidiocesi di Perugia-Città della Pieve
  - Diocesi di Assisi-Nocera Umbra-Gualdo Tadino
  - Diocesi di Città di Castello
  - Diocesi di Foligno
  - Diocesi di Gubbio

- Diocesi di Orvieto-Todi - immediatamente soggetta alla Santa Sede
- Diocesi di Terni-Narni-Amelia - immediatamente soggetta alla Santa Sede
- Arcidiocesi di Spoleto-Norcia - immediatamente soggetta alla Santa Sede